# Heterotricha nudicostalis
Heterotricha nudicostalis är en tvåvingeart som beskrevs av Freeman 1951. Heterotricha nudicostalis ingår i släktet Heterotricha och familjen slemrörsmyggor. Inga underarter finns listade i Catalogue of Life.